# Fireflight
Fireflight é uma banda estadunidense de rock cristão formada em 1999 na cidade de Eustis, na Flórida.

## História
Os guitarristas Justin Cox e Glenn Drennen iam à escola juntos. Glenn teve uma ideia de montar uma banda com Wendy (esposa de Glenn e baixista) e Justin. Eles ainda precisavam de um vocalista. Glenn e Wendy foram para a graduação do irmão mais novo de Glenn e ouviram Dawn Michele cantar durante a festa, e eles perguntaram se ela queria entrar na banda e ela concordou. A banda agora procurava um baterista nesse momento. Através de um amigo em comum eles conheceram Phee Shorb, que aceitou tocar com eles.
O nome "Fireflight" foi sugerido por Dawn Michele pouco antes deles fazerem uma pequena apresentação em uma igreja. A banda afirmou em uma entrevista com Jesus Freak Hideout, que o nome "Fireflight" não tem nenhum significado. Porém, há uma possível hipótese de que o nome tenha derivado da palavra "Firefight", que seria fogo cruzado ou tiroteio... O sentido desta derivação seria o fato de ser uma banda de rock cristão, o tiroteio é a batalha entre os dois lados, bem e mal, ou Deus e diabo.
Eles lançaram um álbum independente em 2002, chamado Glam-rok, que foi produzido pelo guitarrista Justin Cox. A banda lançou um EP chamado On the Subject of Moving Forward em 2004, antes de assinarem com a gravadora Flicker Records.
Depois de anos de turnê (está estimado que eles tocaram em 140 shows todo ano), eles lançaram seu primeiro álbum The Healing of Harms em 2006 com dois Singles em primeiro lugar, "You Decide" e "Waiting". A música "You Decide", apresentando Josh Brown do Day of Fire, foi muito pedida na emissora de televisão TVU em Agosto de 2006. A música foi a segunda mais tocada nas rádios de rock cristão.
Seu segundo Single para rádio rock, "Waiting", foi primeiro lugar em algumas rádios, e esteve por 3 semanas consecutivas durante o mês de Fevereiro de 2007. Eles concorrentemente lançaram as músicas "It's You", "Star of the Show", e "Attitude" para as rádios.
Em Fevereiro de 2011, a banda anuncia a saída do baterista Phee Shorb e a entrada de Adam McMillion.
No Dia 4 de Outubro 2013 Justin Cox Anuncia sua saída da Banda, após passar quase 14 anos na Banda. Por Razões Familiares ele manda um pequeno texto aos seus Fãs:
| “ | Olá a todos! Muitos de vocês devem ter notado que eu não tenho tocado com Fireflight nos últimos meses. Estive em uma pausa da banda desde janeiro para descobrir o que eu preciso fazer com a banda e minha vida em geral. Nos últimos dois anos, tenho passado por uma série de provações. Minha esposa, Jessica, que foi nossa merch por um longo tempo, teve que sair da estrada por razões de saúde, o que foi muito difícil para mim. Ela foi diagnosticada anorexia, que ajudou a nascer a canção "He Weeps", como alguns de vocês podem ter descoberto. Desde então, ela se recuperou de um monte de problemas de saúde relacionados a ela e agora estamos esperando nosso primeiro filho este ano! Além de lutar com a alegria de ter em turnê, eu percebi que eu precisava tomar medidas para se certificar de que a minha família era cuidada em primeiro lugar. Depois de muita oração e consideração, eu decidi que eu precisava ficar em casa e ser o melhor marido e que em breve será pai que eu poderia ser. Eu amo e sinto falta de cada um de vocês. Minha vida tem sido enriquecida e abençoada, além dos meus sonhos por suas histórias, seus corações e seu amor. Eu nunca imaginei que um dia eu seria capaz de fazer as coisas que eu fiz no Fireflight, e me sinto muito honrado que Deus me permitiu. Muitos sonhos que tive se tornaram realidade, e eu só posso agradecer a Deus e cada um de vocês por isso. "A música do Fireflight será sempre muito especial para mim, pois me ajudou a crescer na pessoa que sou hoje. Muito obrigado por estar sempre mais apaixonados fãs de música cristã. Vocês todos me fizeram continuar quando eu estava para baixo, e eu vou sempre me lembrar disso. | ” |

## Influências
"Nós escrevemos a partir de nossas experiências pessoais além das que amigos, família e fãs têm compartilhado conosco.", diz Dawn Michele em entrevista. Suas influências são Foo Fighters, 30 Seconds to Mars, Blindside, além de bandas de Hair Metal dos anos 80.

## Integrantes

### Formação atual
- Dawn Michele – vocal
- Justin Cox - guitarra e vocal de apoio
- Wendy Drennen – baixo e vocal de apoio
- Glenn Drennen - guitarra

### Ex-integrantes
- Phee Shorb – bateria
- Adam McMillion – bateria

## Discografia

### Álbuns de estúdio
- Glam-rok (2002)
- The Healing of Harms (2006)
- Unbreakable (2008)
- For Those Who Wait (2010)
- Now (2012)
- Innova (2015)

### EPs
- 2004: On the Subject of Moving Forward
- 2009: Unbroken and Unplugged
- 2017: Re-imag-innova

### Singles
| - 2006: "You Decide" - 2006: "Waiting" - 2007: "It's You" - 2007: "Star of the Show" - 2007: "Attitude" - 2008: "Unbreakable" - 2008: "Brand New Day" - 2008: "The Hunger" - 2008: "You Gave Me a Promise" - 2009: "Stand Up" - 2009: "Desperate" | - 2010: "For Those Who Wait" - 2010: "All I Need to Be" - 2010: "What I've Overcome" - 2012: "Stay Close" - 2013: "Now" - 2015: "Resuscitate" - 2015: "We Are Alive" - 2015: "Safety" - 2018: "I Won't Look Back" - 2018: "Die Free" (feat. Kevin Young) |